# Reiner Toussaint
Reiner Toussaint (* 6. März 1937 in Landau in der Pfalz; † 19. November 2013 in Benediktbeuern) war ein deutscher Brigadegeneral des Heeres der Bundeswehr.

## Leben
Nach dem Abitur 1956 in Bad Tölz trat Toussaint am 16. Juli 1956 beim Panzergrenadierlehrbataillon 92 in Munster in die Bundeswehr ein und wurde 1958 zum Leutnant befördert. Es folgten Verwendungen als Zugführer, Hörsaalleiter an der Panzertruppenschule in Munster, Kompaniechef im Panzergrenadierbataillon 362 in der Nibelungen-Kaserne in Mellrichstadt und im Wachbataillon beim Bundesministerium der Verteidigung.
Von 1968 bis 1970 absolvierte Toussaint den 11. Generalstabslehrgang Heer an der Führungsakademie der Bundeswehr in Hamburg, wo er zum Offizier im Generalstabsdienst ausgebildet wurde. Anschließend folgten Stabsverwendungen als G 2 (Militärisches Nachrichtenwesen) im Stab der 12. Panzerdivision in der Balthasar-Neumann-Kaserne in Veitshöchheim bei Würzburg und ab 1971 als Generalstabsoffizier zur besonderen Verwendung und als G3 Operationen des III. Korps in der Boelcke-Kaserne in Koblenz. 1975 wurde er in einer Führungs- und Truppenverwendung Bataillonskommandeur des Panzergrenadierbataillons 352 in der Hainberg-Kaserne in Mellrichstadt. 1977 nahm er an einem Lehrgang am NATO Defense College in Rom teil und war von 1977 bis 1979 Tutor und Dozent Truppenführung in der Generalstabsausbildung an der Führungsakademie der Bundeswehr in Hamburg, bevor er von 1979 bis 1982 Chef des Stabes der 7. Panzerdivision in der Glückauf-Kaserne in Unna wurde. 1982 folgte eine integrierte Verwendung als G 3 Exercise beim NATO-Hauptquartier Allied Forces Central Europe in Brunssum in den Niederlanden, 1985 eine Amtsverwendung als Gruppenleiter 1 im Heeresamt in der Konrad-Adenauer-Kaserne in Köln und 1988 eine Ministerialverwendung als Referatsleiter Heeresentwicklung im Führungsstab des Heeres im Bundesministerium der Verteidigung auf der Hardthöhe in Bonn.
Von 1990 bis 1992 war Toussaint Stabsabteilungsleiter VI (Planung) im Führungsstab des Heeres im Bundesministerium der Verteidigung in Bonn und ab Oktober 1992 in seiner letzten Verwendung stellvertretender Divisionskommandeur und Kommandeur Unterstützungstruppen des fusionierten Wehrbereichskommandos VIII/14. Panzergrenadierdivision in der Tollense-Kaserne in Neubrandenburg.

## Privates
Toussaint war katholisch, verheiratet und hatte einen Sohn. Er verstarb 2013.